# شریفجان، شریفجان
شریفجان، شریفجان رمانی از تقی مدرسی است که در سال ۱۳۴۴ منتشر شد. این رمان تصویرگر اجتماع دوره پهلوی اول و اصلاحات ارضی است.